# Минукиан
Минукиан (греч. Μινουκιανός, лат. Minucianus) — греческий ритор из Афин второй половины III столетия н. э., жил при римском императоре Галлиене. Сын софиста Никагора, афинянина. Отец философа Никагора.
Его красноречие хвалил Гимерий.
Автор теории риторики («Τέχνη ῥητορική»), «Λογοί διαφοροί» и «Προγυμνάσματα», к которым Менандр составил комментарий. Сохранилось его сочинение о силлогизмах «Περὶ ἐπιχειρημάτων» (изд. Walz’ем в «Rhetores Graeci», IX).
Его учеником был софист Генетлий.